# 로티 (음식)
로티(Roti)는 남아시아에서 특히 유명한 납작빵이다. 흔히 "아타 가루"로 불리는 돌로 간 통밀 가루로 만들어지며 인도, 파키스탄, 네팔, 스리랑카, 방글라데시에서 주로 소비된다. 또한 남아프리카 공화국이나 트리니다드 토바고, 가이아나, 수리남, 심지어는 피지, 모리셔스에서도 많은 사람들이 즐겨 먹는다. 발효가 된 난과 달리 로티는 발효가 되지 않은 것이 특징이다. 로티는 산스크리트어로 "빵"을 뜻하는 단어인 "로티카"(산스크리트어: रोटिका, roṭikā)에서 유래되었다.

## 남아시아
많고 다양한 종류의 납작빵를 남아시아부터 아메리카까지 지구상의 많은 문화에서 찾을 수 있다. 그 중 남아시아 지방의 전통적인 납작빵는 로티라고 불린다. 이 빵은 조리된 채소나 커리와 같이 제공된다. 주로 로티는 "아타"라고 불리는 밀가루로 만들어지며 반죽을 구울 때는 "타와"라고 불리는 편평하고 살짝 오목한 번철에 구워진다. 전 세계의 다른 납작빵와 같이 로티는 인도 일부 지방의 주식이다. 이란에는 "카부"와 "라바시"라는 두 종류의 납작빵가 존재하는데 이 중 라바시는 남아시아의 로티와 매우 비슷하다.
스리랑카에서는 많은 종류의 로티 중 코코넛이 들어간 폴 로티가 가장 유명하다. 역시 밀가루로 만들어지며 때때로 굽기 전에 초록색 고추나 양파가 들어가기도 한다.

## 동남아시아
인도네시아와 말레이시아에서는 이 용어가 서양의 납작빵는 물론 인도의 전통 납작빵까지  모든 종류의 납작빵를 아우르는 말이기도 하다. 
태국에서는 "로띠(태국어: โรตี)"라는 단어가 납작빵의 한 종류인 파라타를 가리킨다. 태국의 파라티와 로티에는 자주 연유가 곁들여지며 간식으로 먹거나 달걀과 함께 식사로 먹는다.

## 같이 보기
- 납작빵
- 인도 요리
- 파라타
- 난
- 고담바 로티
- 달푸리 로티

1. ↑  National Academies of Sciences, Engineering, and Medicine; Health and Medicine Division; Food and Nutrition Board; Committee to Review the Dietary Reference Intakes for Sodium and Potassium (2019). 〈Chapter 4: Potassium: Dietary Reference Intakes for Adequacy〉.   Oria, Maria; Harrison, Meghan; Stallings, Virginia A. 《Dietary Reference Intakes for Sodium and Potassium》. The National Academies Collection: Reports funded by National Institutes of Health. Washington, DC: National Academies Press (US). 120–121쪽. doi:10.17226/25353. ISBN 978-0-309-48834-1. PMID 30844154. 2024년 12월 5일에 확인함.
2. ↑  United States Food and Drug Administration (2024). “Daily Value on the Nutrition and Supplement Facts Labels”. 《FDA》. 2024년 3월 27일에 원본 문서에서 보존된 문서. 2024년 3월 28일에 확인함.